# Malonice (Blížejov)
Malonice jsou malá vesnice, část obce Blížejov v okrese Domažlice v Plzeňském kraji. Nachází se 2,5 kilometru jihovýchodně od Blížejova. Je zde evidováno 32 adres. V roce 2011 zde trvale žilo 33 obyvatel.
Malonice leží v katastrálním území Malonice nad Zubřinou o rozloze 3,17 km².

## Historie
První písemná zmínka o vesnici pochází z roku 1379.

## Obyvatelstvo
| Rok            | 1869 | 1880 | 1890 | 1900 | 1910 | 1921 | 1930 | 1950 | 1961 | 1970 | 1980 | 1991 | 2001 | 2011 | 2021 |
| -------------- | ---- | ---- | ---- | ---- | ---- | ---- | ---- | ---- | ---- | ---- | ---- | ---- | ---- | ---- | ---- |
| Počet obyvatel | 161  | 163  | 161  | 166  | 160  | 163  | 165  | 124  | 127  | 105  | 71   | 46   | 37   | 33   | 42   |
| Počet domů     | 32   | 31   | 31   | 32   | 31   | 31   | 31   | 31   | 31   | 31   | 26   | 27   | 26   | 26   | 27   |

## Obecní správa
Při sčítání lidu v letech 1850–1899 Malonice byly osadou obce Lštění v okrese Horšův Týn.
V letech 1900–1960 byly samostatnou obcí v okrese Horšovský Týn (v letech 1900–1910 Horšův Týn). V letech 1961–1979 byly znovu částí obce Lštění v okrese Domažlice. Od 1. ledna 1980 je částí obce Blížejov v okrese Domažlice.

## Pamětihodnosti
- Kaple na návsi

## Další fotografie

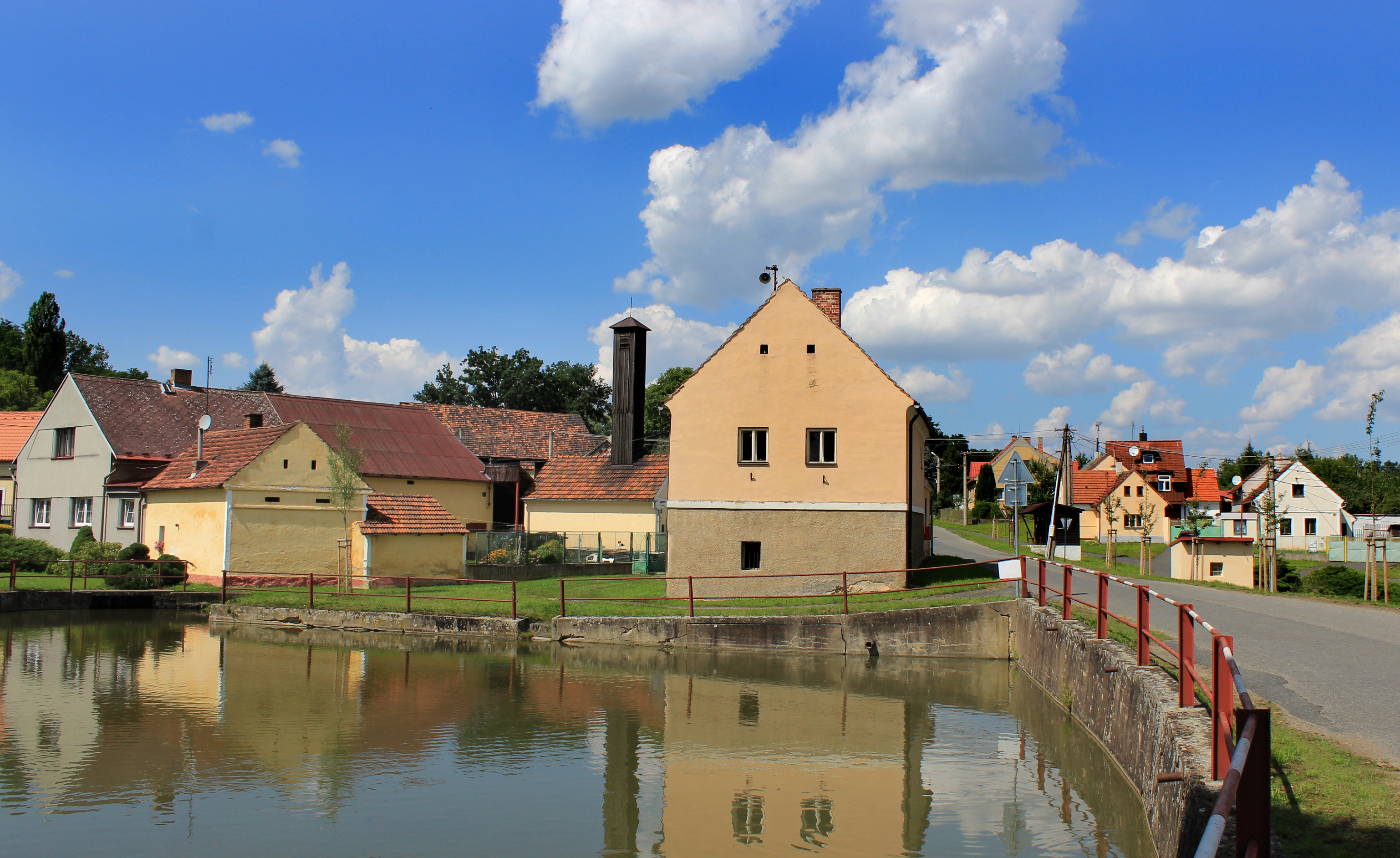
Rybník na návsi
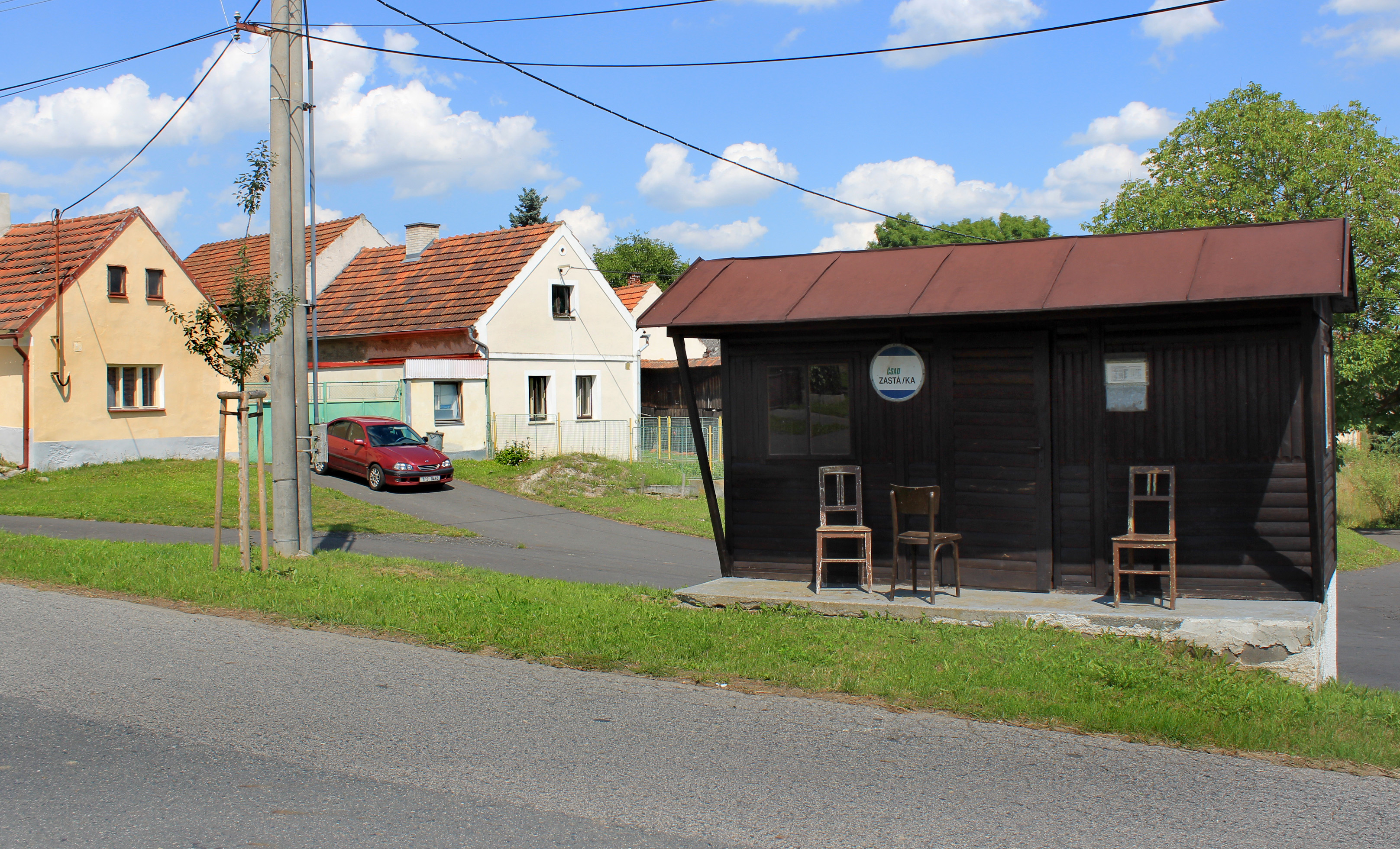
Zajímavé vybavení autobusové zastávky
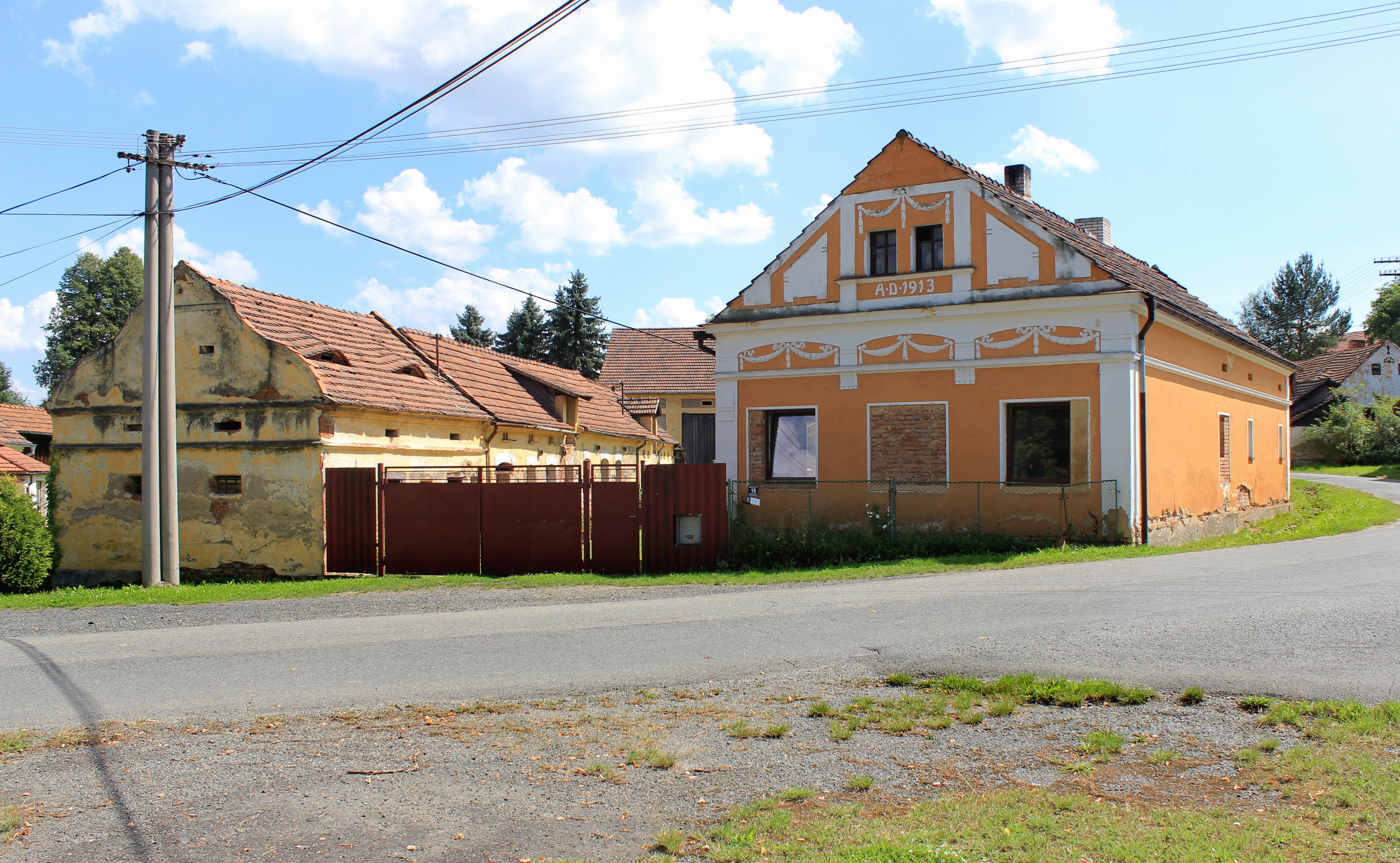
Stoletý dům na návsi